# XView

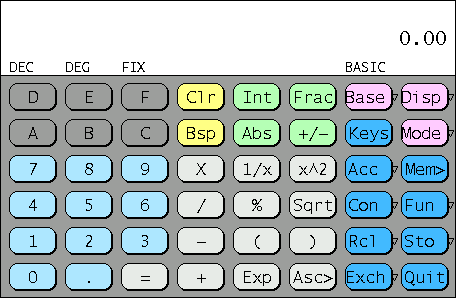
SunOS XView calctool

XView es una biblioteca de Sun Microsystems introducida en 1988. Provee una interfaz de usuario OPEN LOOK para aplicaciones en X Window System, con una interfaz de programación de aplicaciones (API) para el lenguaje de programación C.  Su interfaz, controles, y capas son muy similares al antiguo SunView window system, facilitando así la conversión de aplicaciones de SunView a X Window System. Sun también produjo User Interface Toolkit (UIT), una API en C++ para XView.
El código fuente de XView fue liberado al público en la década de 1990, siendo el "primer toolkit open-source de calidad profesional para X Window System ".  Más tarde XView fue abandonado por Sun en favor de Motif (la base de CDE), y más recientemente por GTK+ (la base de GNOME).
XView fue el primer sistema en utilizar menús contextuales al apretar el botón derecho, el cual ahora abunda en gran cantidad de interfaces gráficas de usuario.